# プジョー・305
プジョー305（Peugeot 305 ）は、フランスの自動車会社、オートモビル・プジョーが1977年から1989年まで製造した小型乗用車。

## 歴史
1977年に304の後継車として、三桁の車名の末尾に初めて「5」を与えられてデビュー。デザインは恒例によりプジョーと契約関係にあったイタリアのカロッツェリア・ピニンファリーナが担当した。スタイリング的には従来の404や504のような強烈な個性こそ持たないが、特にサイドビューは均整の取れた美しさを示していた。
ボディサイズ・排気量とも拡大されたが、初期型では後傾配置されたエンジンの下にギアボックスを置く、いわゆるアレック・イシゴニス方式のレイアウトを204・304シリーズから踏襲したFWD車であった。当初エンジンは、排気量が1,300cc、1,500ccのガソリンエンジンであったがほどなくディーゼルエンジンも搭載され、リアサスペンションのコイルとダンパーが水平近くまで寝かされてラゲッジルームを拡大したブレークなど、順次バリエーションを拡張した。しかし、304時代のような優美なクーペやカブリオレは遂に現れなかった（406の時代まで待たねばならない）。
1982年にはビッグマイナーチェンジを受け、新しいXU系エンジンを積む1,600ccのGTが登場した。GTはFWDプジョーとしては初めて、エンジンとトランスミッションが一般的な横置き配置のダンテ・ジアコーサ式FWDレイアウトに変更となり、ダッシュボードやフロントマスクも一新された。1984年には同じエンジンレイアウトで1,900ccのGTX、及びフランス初の4速オートマチック(4AT)モデル(1,600cc)も登場した。
なお、305のシャシー（横置きエンジン）とエンジンは1982年にデビューしたシトロエン・BXのベースとなった。シトロエンの1980年代の傑作として知られるBXの優れたハンドリングと乗り心地は、ハイドロニューマチック・サスペンションの卓越性のみならず、ベースとなった305シャシーの優秀性にも支えられていた。特に305GTXでは、そのカタログ上のトップスピードは113マイル/h（180km/h）にまで達し、しかも優れた直進安定性はそのスピードをストレスなく長時間持続させることを可能にしていた。
1986年に本来はタルボブランドを与えられるはずであった同クラスの309が、翌87年に一回り大きい405が相次いで登場すると、305のラインアップは次第に縮小され、1989年までに順次生産を終了した。

## 日本での販売
日本には、当時のディーラー西武自動車販売が604、505、504Dなどの大型モデルの販売に専念していたこともあり、日本市場に適した4ATが存在したにもかかわらず正規輸入されなかった。